# Венгалите, Ируте Витауто
 Ируте Витауто Венгалите  (род. 27 февраля 1956) — советская и российская актриса театра и кино. Народная артистка Российской Федерации (2009).

## Биография
Ируте Витауто Венгалите родилась 27 февраля 1956 года.
В 1975 году окончила Ярославское театральное училище  и была принята в труппу Серовского драматического театра, в котором работала до 1979 года. Затем работала в Пермском драматическом театре c 1980 года по 1987 год, после чего была приглашена Г.А. Товстоноговым в Ленинградский Большой Драматический Театр, где служит по настоящее время.
В 2009 году Венгалите Ируте Витауто была удостоена Почетного звания «Народный артист России».

## Роли в театре
- «На дне» М. Горького (Василиса),
- «Салемские колдуньи» А. Миллера (Титуба),
- «Удалой молодец-гордость Запада» Д. Синга (Вдова Куин),
- «Смерть Тарелкина» А. Колкера (Дочурка),
- «Вишневый сад» А. Чехова (Варя),
- «Последние» М. Горького (Госпожа Соколова),
- «Мещанин во дворянстве» Ж.-Б. Мольера (Доримена),
- «Макбет» У. Шекспира (Леди Макдуф),
- «Мамаша Кураж и её дети» Б. Брехта (Иветта),
- «Прихоти Марианны» А. де Мюссе (Гермия),
- «Перед заходом солнца» Г. Гауптмана (Паула Клотильда),
- «Федра» Ж. Расина (Исмена),
- «Костюмер» Р. Харвуда (Миледи),
- «Таланты и поклонники» А. Островского (Домна Пантелевна),
- «Власть тьмы» Л. Толстого (Матрёна),
- «Ангелова кукла» Э. Кочергина,
- «Месяц в деревне» И. Тургенева (Елизавета Богдановна),
- «Королева красоты» М. Макдонаха (Мэг Фолан)

## Роли в кино
- «Хлеб — имя существительное» (1984),
- «Дни окаянные» (1988) ,
- «Меченые» (1991),
- «Улицы разбитых фонарей — 2. Рождество» (1999),
- «Тайны следствия» (2000),
- «Копейка» (2002),
- «Максим Платов» (2007),
- «Мария Стюарт» (2008),
- «Возмездие» (2011),
- «Власть тьмы» (фильм-спектакль, 2012),
- «Я подарю тебе любовь» (2013)

## Награды и звания
- Орден Дружбы (24 июля 2018 года) — за заслуги в развитии отечественной культуры и искусства, средств массовой информации, многолетнюю плодотворную деятельность[2]
- Народная артистка Российской Федерации (5 февраля 2009 года) — за большой вклад в развитие отечественного театрального искусства и многолетнюю плодотворную деятельность[3].
- Заслуженная артистка Российской Федерации (1 апреля 1999 года) — за заслуги в области искусства[4].